# Kalinka (cântăreață)
Gilberte Verschaeren  cunoscută artistic sub numele de Kalinka (n. 28 iunie 1939, Duffel, Flandra, Belgia), este o cântăreață, actriță, prezentatoare TV belgiană. 

## Biografie
Născută la 28 iunie 1939 în Duffel, Belgia, din părinți de origine poloneză, în ciuda vârstei sale fragede, știe ce este munca și la 13 ani, a luat deja lecții de pian și canto la Conservatorul din Bruxelles. La 23 ani era o adevărată actriță care pe scenă știa să atragă atenția spectatorilor. Mai mult, în timpul studiilor a jucat în mai multe spectacole și filme de televiziune. Dificultățile nu au cruțat-o, dar ea a perseverat mai departe în munca sa. Convinsă de succesul ei, și-a dat seama că trebuie să muncească mult pentru reușită. Debutul de cântăreață în 1964 în Belgia la Festivalul de cântece de la Knokke (Knokke song contest).
Conducătorul de orchestră André Coucke a descoperit-o pe Kalinka în timpul unui turneu în Germania. La acea vreme a apărut în pectacolul „Stadt Wien”, la München. Au urmat o serie de turnee cu orchestra The Skyliners sub conducerea lui André Coucke și tocmai a înregistrat primele ei discuri la Olympia în franceză, neerlandeză și germană.
În 1968 la Brașov, la prima ediție a Festivalului de muzică ușoară, Kalinka împreună cu un alt concurent belgian (Jaques Hustin), au vânat doi din cei trei cerbi oferiți celor mai buni cântăreți, Jaques Hustin primind Cerbul de aur iar Kalinka Cerbul de bronz.
În 1977 Kalinka își abandonează activitatea artistică, se mărită cu un medic grec și se stabilește la Loutraki în Grecia. În jurul anului 2008 s-a întors în țara natală.

## Discografie selectivă
- J' M'en Fous, Je T'aime, 1964, Olympia – LPQ 421, Vinyl, 7", Single

A: J' M'en Fous, Je T'aime
B: Va-t'en
Cu: The Skyliners' Studio Orchestra
- De Wonderbare Kalinka – 'k Voel Me Lekker, 1964, Olympia – LPQ 438,  Vinyl, 7", Single

A: 'k Voel Me Lekker
B: Doe de Ye Ye
Cu: The Skyliners' Studio Orchestra
- La divine Kalinka – Que Reste T'Il?, 1964, Olympia – LPQ 466,  Vinyl, 7", Single

A: Que Reste T'Il
B: Des Oeillets Blancs
- De wonderbare Kalinka – Is Het Goodbye, 1965, Olympia – LPQ 487, Vinyl, 7", 45 RPM, Single

A: Is Het Goodbye
B: Ga Heen
- Kalinka 1968, Electrecord – EDD 1197 – Vinyl, EP, 10", Album, Mono

Festivalul internațional de muzică ușoară Brașov România
1. The Rain Was Singing (Ploaia și noi)
2. The Last Waltz (Ultimul vals)
3. Nobody Knows The Troubles I've Seen (Nimeni nu știe prin ce-am trecut)
4. What Now, My Love? (Și-acum ce voi face, iubitule?)

Orchestra Festivalului de la Brașov (1, 3)
Orchestra Electrecord (2, 4)
Dirijor: André Coucke

## Filmografie selectivă
- 1961 De stille genieter, regia Edith Kiel
- 1962–1971 Canzonissima (serial de televiziune, 19 episoade)
- 1965 Confetti (film de televiziune)
- 1967 Volkskermis luchtbal (film de televiziune)
- 1970 Muziekkasteel (miniserial de televiziune)